# Megachile maackii
Megachile maackii är en biart som beskrevs av Oktawiusz Radoszkowski 1874.
Megachile maackii ingår i släktet tapetserarbin, och familjen buksamlarbin. Arten har ej påträffats i Sverige. Inga underarter finns listade i Catalogue of Life.